# Ogólnopolska Olimpiada Młodzieży

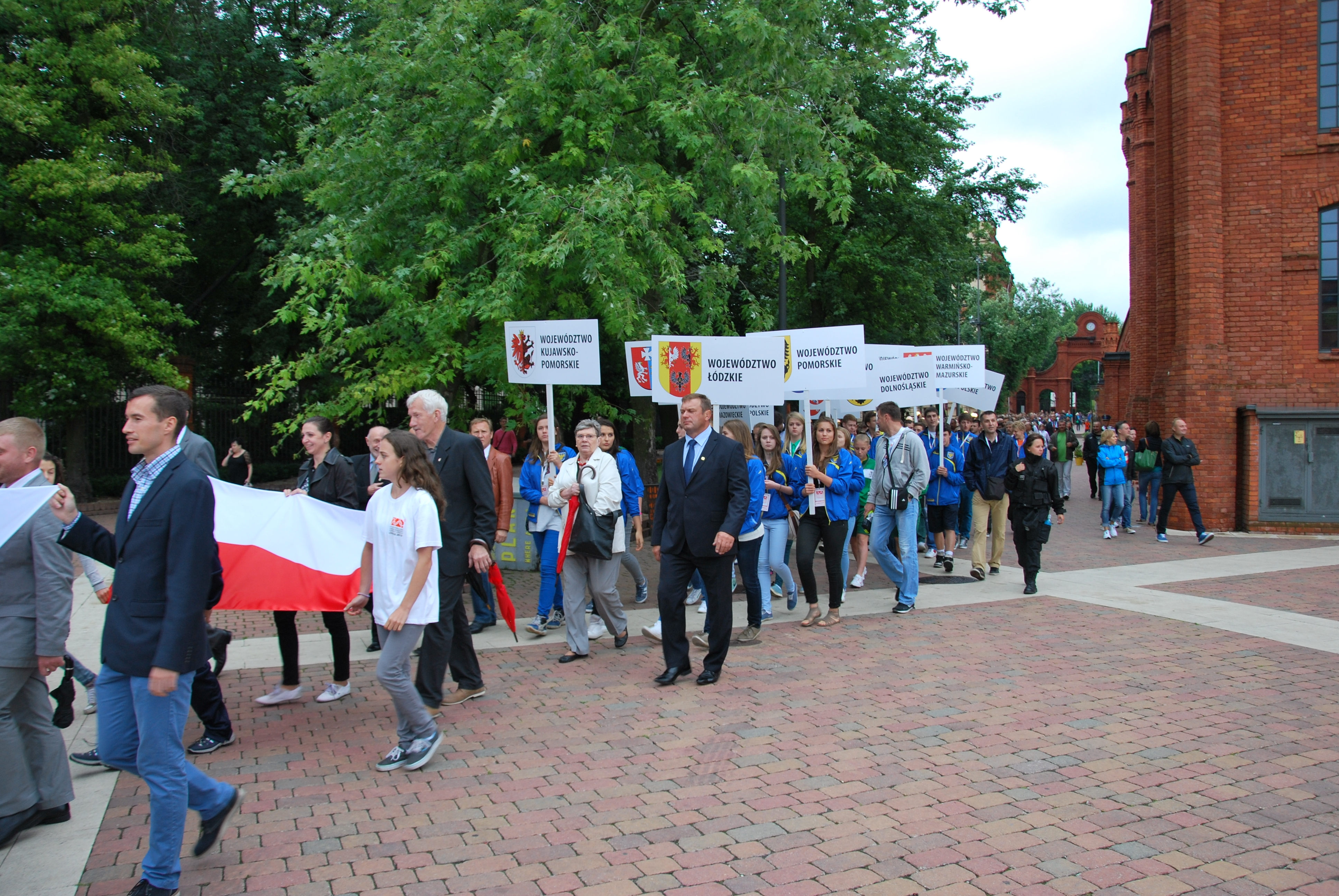
XIX Ogólnopolska Olimpiada Młodzieży – ceremonia otwarcia

Ogólnopolska Olimpiada Młodzieży (OOM) – krajowe zawody sportowe, w których startują dzieci i młodzież w wieku szkolnym. Ogólnopolska Olimpiada Młodzieży odbywa się co roku począwszy od 1995 roku.

## Kategorie zawodów
Zawody do 2011 odbywały się w czterech kategoriach:
- sportach letnich,
- sportach zimowych,
- sportach halowych,
- biegach przełajowych.

Od 2012 do 2015 były 3 kategorie:
- letnie i halowe,
- umysłowe (brydż, szachy, warcaby, go),
- zimowe.

Od 2016 roku są 3 kategorie:
- sporty letnie,
- sporty zimowe,
- sporty halowe.

## Lista dyscyplin OOM w sportach letnich
- Badminton,
- Baseball,
- Biathlon letni,
- Bieg na orientację,
- Hokej na trawie kobiet,
- Hokej na trawie mężczyzn,
- Jeździectwo,
- Kajakarstwo klasyczne,
- Kajakarstwo górskie,
- Kolarstwo MTB,
- Kolarstwo szosowe,
- Kolarstwo torowe,
- Lekkoatletyka,
- Łucznictwo,
- Pięciobój nowoczesny,
- Piłka nożna kobiet,
- Piłka nożna mężczyzn,
- Piłka ręczna,
- Piłka wodna,
- Pływanie,
- Rugby,
- Siatkówka plażowa kobiet,
- Siatkówka plażowa mężczyzn,
- Strzelectwo sportowe,
- Tenis,
- Triathlon,
- Wioślarstwo,
- Żeglarstwo.

## Lista dyscyplin OOM w sportach halowych
- Akrobatyka,
- Badminton,
- Boks,
- Brydż sportowy,
- Gimnastyka artystyczna,
- Gimnastyka sportowa,
- Judo kobiet,
- Judo mężczyzn,
- Koszykówka kobiet,
- Koszykówka mężczyzn,
- Kręglarstwo klasyczne kobiet,
- Kręglarstwo klasyczne mężczyzn,
- Piłka ręczna kobiet,
- Piłka ręczna mężczyzn,
- Piłka siatkowa kobiet,
- Piłka siatkowa mężczyzn,
- Pływanie synchroniczne,
- Podnoszenie ciężarów,
- Skoki do wody,
- Szachy,
- Szermierka,
- Taekwondo ITF,
- Taekwondo WTF,
- Tenis stołowy,
- Zapasy klasyczne,
- Zapasy w stylu wolnym kobiet,
- Zapasy w stylu wolnym mężczyzn.

## Lista dyscyplin OOM wsportach zimowych
- Biathlon,
- Curling,
- Hokej na lodzie,
- Łyżwiarstwo figurowe,
- Łyżwiarstwo szybkie,
- Short track,
- Narciarstwo alpejskie,
- Narciarstwo klasyczne biegi,
- Narciarstwo klasyczne skoki,
- Narciarstwo klasyczne kombinacja norweska,
- Saneczkarstwo,
- Snowboard.

## Organizatorzy OOM
Początkowo gospodarzem olimpiady było miasto, a od 2000 roku organizacja olimpiady należy do wybranego województwa. Wyjątek stanowią dyscypliny, które z powodu braku odpowiedniej infrastruktury odbywają się poza województwem-gospodarzem. Do 2011 roku rozgrywano zawody w czterech blokach (letnie, zimowe, halowe i biegi przełajowe). Od 2012 do 2015 roku rozgrywano zawody w trzech blokach (halowe i letnie, zimowe, sporty umysłowe), natomiast od 2016 roku istnieje podział na sporty letnie, zimowe i halowe.

### 1995–2011
|                 | sporty letnie          | sporty zimowe       | sporty halowe           | biegi przełajowe          |
| --------------- | ---------------------- | ------------------- | ----------------------- | ------------------------- |
| I OOM – 1995    | Poznań                 | –                   | Wrocław                 | –                         |
| II OOM – 1996   | Bydgoszcz              | Nowy Sącz           | Katowice                | –                         |
| III OOM – 1997  | Kraków                 | Bielsko-Biała       | Gdańsk                  | Skierniewice              |
| IV OOM – 1998   | Wrocław                | Jelenia Góra        | Poznań                  | Gorzów                    |
| V OOM – 1999    | Zielona Góra           | Nowy Sącz           | Lublin                  | Biała Podlaska            |
| VI OOM – 2000   | śląskie                | dolnośląskie        | łódzkie                 | kujawsko-pomorskie        |
| VII OOM – 2001  | wielkopolskie          | śląskie wyniki      | opolskie                | pomorskie wyniki          |
| VIII OOM – 2002 | dolnośląskie wyniki    | małopolskie wyniki  | lubuskie wyniki         | świętokrzyskie wyniki     |
| IX OOM – 2003   | pomorskie wyniki       | dolnośląskie wyniki | świętokrzyskie wyniki   | zachodniopomorskie wyniki |
| X OOM – 2004    | lubuskie wyniki        | śląskie wyniki      | wielkopolskie wyniki    | mazowieckie wyniki        |
| XI OOM – 2005   | mazowieckie wyniki     | podkarpackie wyniki | lubelskie wyniki        | podlaskie wyniki          |
| XII OOM – 2006  | łódzkie                | dolnośląskie www    | warmińsko-mazurskie www | kujawsko-pomorskie www    |
| XIII OOM – 2007 | zachodniopomorskie www | małopolskie www     | opolskie www            | podkarpackie www          |
| XIV OOM – 2008  | kujawsko-pomorskie www | śląskie             | dolnośląskie Czarny Bór | pomorskie                 |
| XV OOM – 2009   | małopolskie            | podkarpackie        | świętokrzyskie          | lubelskie                 |
| XVI OOM – 2010  | lubuskie               | dolnośląskie        | mazowieckie             | śląskie                   |
| XVII OOM – 2011 | mazowieckie            | małopolskie         | podlaskie               | kujawsko-pomorskie        |

### 2012–2015
|                  | sporty zimowe | sporty umysłowe | sporty halowe i letnie |
| ---------------- | ------------- | --------------- | ---------------------- |
| XVIII OOM – 2012 | śląskie       | podkarpackie    | małopolskie            |
| XIX OOM - 2013   | podkarpackie  | dolnośląskie    | łódzkie                |
| XX OOM - 2014    | śląskie       | łódzkie         | dolnośląskie           |

### Od 2016
|                   | sporty letnie | sporty zimowe | sporty halowe       |
| ----------------- | ------------- | ------------- | ------------------- |
| XXII OOM – 2016   | dolnośląskie  | dolnośląskie  | warmińsko-mazurskie |
| XXIII OOM – 2017  | mazowieckie   | małopolskie   | lubuskie            |
| XXIV OOM – 2018   | śląskie       | podkarpackie  | wielkopolskie       |
| XXV OOM - 2019    | lubuskie      | małopolskie   | świętokrzyskie      |
| XXVI OOM - 2020   | –             | śląskie       | lubelskie           |
| XXVII OOM - 2021  | –             | –             | łódzkie             |
| XXVIII OOM - 2022 | małopolskie   | dolnośląskie  | podlaskie           |
| XXIX OOM - 2023   | śląskie       | podkarpackie  | zachodniopomorskie  |
| XXX OOM - 2024    | lubelskie     | małopolskie   | dolnośląskie        |
| XXXI OOM - 2025   | wielkopolskie |               | podlaskie           |